# Celerena aurata
Celerena aurata är en fjärilsart som beskrevs av W. Warren 1899. Celerena aurata ingår i släktet Celerena och familjen mätare. Inga underarter finns listade i Catalogue of Life.